# Ridöarkipelagen
Ridöarkipelagen este o arie protejată (arie specială de conservare — SAC, sit de importanță comunitară — SCI, arie de protecție specială avifaunistică — SPA) din Suedia întinsă pe o suprafață de 5.635,4 ha, integral pe uscat.

## Localizare
Centrul sitului Ridöarkipelagen este situat la coordonatele 59°30′09″N 16°37′11″E / 59.5024°N 16.6196°E.

## Înființare
Situl Ridöarkipelagen a fost declarat sit de importanță comunitară în decembrie 1995 pentru a proteja 21 de specii de animale. Alte tipuri de protecție:
- arie de protecție specială avifaunistică (în decembrie 1996)[2]
- arie specială de conservare (în martie 2011)[1][3][4]

## Biodiversitate
Situată în ecoregiunea boreală, aria protejată conține 9 habitate naturale: Pajiști cu Molinia pe soluri calcaroase, turboase sau argilos-nămoloase (Molinion caeruleae), Păduri fino-scandinave bogate în ierburi cu Picea abies, Păduri caducifoliate bătrâne naturale hemiboreale fino-scandinave (Quercus, Tilia, Acer, Fraxinus sau Ulmus) bogate în specii epifite, Păduri aluvionare cu Alnus glutinosa și Fraxinus excelsior (Alno-Padion, Alnion incanae, Salicion albae), Pajiști fino-scandinave uscate până la mezice, bogate în specii de altitudine mică, Lacuri eutrofice naturale cu vegetație de tip Magnopotamion sau Hydrocharition, Păduri caducifoliate de mlaștină fino-scandinave, Taiga vestică, Pășuni din zone de pădure fino-scandinave.
La baza desemnării sitului se află mai multe specii protejate:
- păsări (17): uliu porumbar (Accipiter gentilis), stârc cenușiu (Ardea cinerea), buhai de baltă (Botaurus stellaris), Branta leucopsis, erete de stuf (Circus aeruginosus), botgros (Coccothraustes coccothraustes), porumbel de scorbură (Columba oenas), ciocănitoare neagră (Dryocopus martius), sfrâncioc roșiatic (Lanius collurio), pescăruș mic (Larus minutus), codobatura galbenă (Motacilla flava), alunar (Nucifraga caryocatactes), vultur pescar (Pandion haliaetus), pițigoi de stuf (Panurus biarmicus), viespar (Pernis apivorus), cresteț pestriț (Porzana porzana), chiră de baltă (Sterna hirundo)
- nevertebrate (2): libelule (Leucorrhinia pectoralis), Vertigo angustior
- pești (2): avat (Aspius aspius), zvârluga (Cobitis taenia)